# Epipactis tallosii zaupolensis
L'elleborina di Zoppola (Epipactis tallosii subsp. zaupolensis Barbaro & Kreutz) è una piccola pianta erbacea appartenente alla famiglia delle Orchidacee, endemica del Friuli.

## Etimologia
Il termine Epipactis si trova per la prima volta negli scritti di Dioscoride Pedanio (Anazarbe in Cilicia, 40 circa - 90 circa) che fu un medico, botanico e farmacista greco antico che esercitò a Roma ai tempi dell'imperatore Nerone. L'origine di questo termine è sicuramente greca, ma l'etimologia esatta ci rimane oscura (qualche testo lo traduce con “crescere sopra”). Sembra comunque che in origine sia stato usato per alcune specie del genere Helleborus. In tempi moderni il nome del genere fu creato dal botanico e anatomista germanico Johann Gottfried Zinn (1727 – 1759), membro tra l'altro dell'Accademia delle Scienze di Berlino, in una pubblicazione specifica sul genere Epipactis nel 1757.
L'epiteto sottospecifico (zaupolensis) fa riferimento alla zona di origine di questa pianta: Zoppola (PN) (in latino “Zaupola”).

## Descrizione
È una pianta erbacea perenne alta normalmente da 5 a 35 cm . La forma biologica di questa orchidea è geofita rizomatosa (G rizh), ossia è una piante con un particolare fusto sotterraneo, detto rizoma, che ogni anno si rigenera con nuove radici e   fusti avventizi. Queste piante, contrariamente ad altri generi delle orchidee, non sono “epifite”, ossia non vivono a spese di altri vegetali di maggiori proporzioni (hanno cioè un proprio rizoma).

### Radici
Le radici sono secondarie da rizoma.

### Fusto
- Parte ipogea: la parte sotterranea consiste in un breve rizoma.
- Parte epigea: la parte aerea è eretta e semplice a sezione cilindrica. Il fusto è densamente pubescente (alla base è glabro) e colorato di verde chiaro.

### Foglie
Le foglie di questa pianta (meno di una decina) sono a forma rotonda-ovata, apice acuto, portamento diritto (quasi rivolto verso l'alto) e sono colorate di verde chiaro. Lungo il fusto sono disposte in modo spiralato. Quelle superiori sono progressivamente più strette e più piccole (a forma lanceolata, quasi bratteiformi). Tutte sono percorse longitudinalmente da diverse evidenti nervature (foglie di tipo parallelinervie). Sono inoltre sessili e amplessicauli.

### Infiorescenza
L'infiorescenza è un racemo terminale, allungato (occupa i 2/3 dell'intera pianta), lasso con diversi fiori (5 - 30) a portamento pendulo/eretto a disposizione unilaterale; sono tutti pedicellati (colore del pedicello: verde-porpora-scuro). Alla base del pedicello sono presenti delle brattee, colorate di verde chiaro come le foglie a forma lanceolata simili alle foglie superiori. Queste brattee, di tipo fogliaceo, sono più lunghe dei fiori, mentre quelle superiori sono progressivamente più piccole (lunghe come l'ovario). I fiori sono resupinati, ruotati sottosopra tramite torsione del pedicello.

### Fiore
I fiori sono ermafroditi ed irregolarmente zigomorfi, pentaciclici (perigonio a 2 verticilli di tepali, 2 verticilli di stami, 1 verticillo dello stilo). I fiori sono colorati di verde giallastro con sfumature rosate (all'esterno sono più scuri). All'antesi i fiori si presentano aperti; a impollinazione effettuata si chiudono a campana.

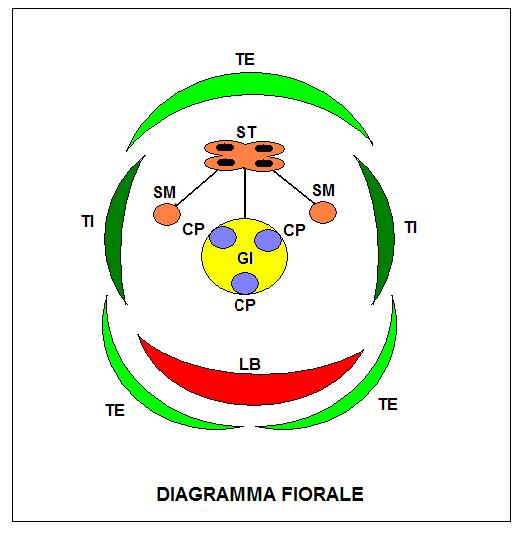

- Formula fiorale: per queste piante viene indicata la seguente formula fiorale:

X, P 3+3, [A 1, G (3)], infero, capsula
- Perigonio: il perigonio è composto da 2 verticilli con 3 tepali ciascuno (3 interni e 3 esterni) di forma ovato-lanceolata, liberi e patenti. Il primo verticillo (esterno) ha 3 tepali di tipo sepaloide (simili ai sepali di un calice) e con apice acuto e riflesso all'indietro. Nel secondo verticillo (interno) il tepalo centrale (chiamato “labello”) è notevolmente diverso rispetto agli altri due laterali che si presentano più o meno simili agli altri ma con nervature scure più evidenti e sfumature rosate.
- Labello: il labello è diviso in due sezioni. La parte posteriore del labello (basale, chiamata ipochilo) è emisferica; è colorata di verde chiaro all'esterno, mentre l'interno è bruno. La parte anteriore del labello (apicale, chiamata epichilo) è più triangolare (o cordato) e si presenta con due protuberanze rosate (o biancastre) alla base, mentre l'apice è verde-chiaro e ripiegato all'ingiù. Nel mezzo tra l'ipochilo e l'epichilo è presente una strozzatura che comunque collega le due parti. Il labello non è speronato come in altri generi e l'ipochilo è nattarifero. Dimensioni dell'epichilo: larghezza 3 – 4,5 mm; lunghezza 2,5 – 3 mm.

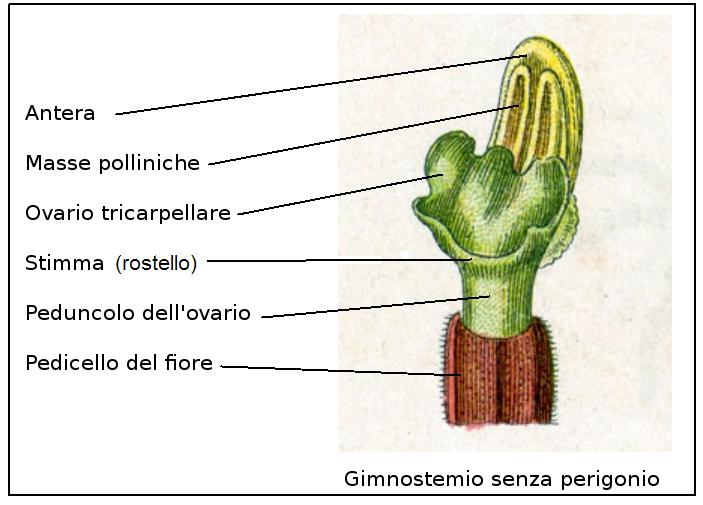
Descrizione del ginostemio

- Ginostemio:  lo stame con la rispettiva antera biloculare è concresciuto con lo stilo e forma una specie di organo colonnare chiamato ginostemio[5]. Il colore di questo organo è fondamentalmente giallo-verde-biancastro. Il polline è più o meno incoerente ed è conglutinato in due masse cerose polliniche bilobe (una per ogni loculo dell'antera); queste masse sono prive di “caudicole” (filamento di aggancio all'antera). Il rostello non è sviluppato completamente per cui il viscidio non è funzionante (al momento della fioritura le ghiandole del viscidio sono efficaci, poi si asciugano rapidamente). L'ovario (glabro) è infero, allungato ed è formato da tre carpelli fusi insieme, sorretto dal peduncolo fiorale.
- Fioritura: da luglio a settembre.

### Frutti
Il frutto è una capsula obovoide (o esagonale) a più coste. Anche le capsule, come i fiori, sono orizzontali o pendule.  Nell'interno sono contenuti numerosi minutissimi semi piatti. Questi semi sono privi di endosperma e gli embrioni contenuti in essi sono poco differenziati in quanto formati da poche cellule. Queste piante vivono in stretta simbiosi con micorrize endotrofiche, questo significa che i semi possono svilupparsi solamente dopo essere infettati dalle spore di funghi micorrizici (infestazione di ife fungine). Questo meccanismo è necessario in quanto i semi da soli hanno poche sostanze di riserva per una germinazione in proprio.

## Biologia
La riproduzione di questa pianta avviene in due modi:
- per via sessuata grazie all'impollinazione degli insetti pronubi; la germinazione dei semi è tuttavia condizionata dalla presenza di funghi specifici (i semi sono privi di albume – vedi sopra).
- probabilmente anche in modo autogamo, quando il fiore è già aperto.

## Distribuzione e habitat
È un endemismo ristretto ad un'unica stazione nei pressi del comune friulano di Zoppola (PN).
L'habitat tipico per queste orchidee sono i boschi misti del piano vegetazionale planiziale.

## Tassonomia
Le Orchidaceae è una delle famiglie più vaste della divisione tassonomica delle Angiosperme; comprende 788 generi e più di 18500 specie. Il genere Epipactis comprende circa 70 specie diffuse in Europa, in Asia e in America, delle quali circa una decina sono spontanee della flora italiana.
Il Sistema Cronquist assegna la famiglia delle Orchidaceae all'ordine Orchidales mentre la moderna classificazione APG la colloca nel nuovo ordine delle Asparagales. Sempre in base alla classificazione APG sono cambiati anche i livelli superiori (vedi tabella iniziale).
Il genere Epipactis, insieme al genere Cephalanthera, appartiene (secondo la suddivisione più in uso tra i botanici) alla sottofamiglia delle Epidendroideae caratterizzata dall'avere lo stame (l'unico fertile) ripiegato sopra il ginostemio e il labello composto da due pezzi distinti: ipochilo e epichilo; e al livello inferiore alla tribù delle Neottieae, una delle tribù nelle quali si usa suddividere le orchidee (relativamente alle specie spontanee del territorio italiano).

### Specie simili
In genere tutte le Epipactis sono abbastanza simili nella forma del fiore. Qui ricordiamo alcune specie abbastanza somiglianti alla zaupolensis quali: 
- Epipactis autumnalis Doro - Elleborina autunnale: tutto il perigonio è fondamentalmente verde.
- Epipactis greuteri H.Baumann & Künkele - Elleborina di Greuter: i tepali sono allungati e lanceolati.
- Epipactis leptochila (Godfery) Godfery - Elleborina a labello sottile: è una specie con labello poco sviluppato; la colorazione è di un verde più deciso.
- Epipactis microphylla (Ehrh.) Swartz. - Elleborina minore: è una specie con poche e piccole foglie.
- Epipactis persica subsp. gracilis (B.Baumann & H.Baumann) W.Rossi: i tepali sono più verdi e più allungati.

## Conservazione
Come tutte le orchidee è una specie protetta e quindi ne è vietata la raccolta e il commercio ai sensi della Convenzione sul commercio internazionale delle specie minacciate di estinzione (CITES).